# André Berthelot
Pour les articles homonymes, voir Berthelot.
André Marcel Berthelot, né à Paris le 20 mai 1862 et mort à Paris le 6 juin 1938,  est un historien des religions, philosophe, financier et homme politique français. Il fut député de Paris de 1898 à 1902 et sénateur de Paris de 1920 à 1927. En politique, il fut particulièrement engagé comme son père pour la cause des paysans et des ouvriers.

## Biographie

### Origines familiales
Fils du chimiste Marcellin Berthelot et de son épouse Sophie, André Berthelot avait pour frères le diplomate Philippe Berthelot, le savant Daniel Berthelot et le philosophe René Berthelot. 

### Carrière

#### Histoire et Philosophie Comparées
Membre de l'École française de Rome (il parlait et écrivait couramment le grec et le latin), il fut chargé de mission en Italie et aux Pays-Bas. En 1886, il devient maître de conférences et directeur adjoint à l'École des Hautes Études où il enseigna l'histoire des religions et la philosophie  en Asie, dans le monde musulman et en Afrique ce qui était une véritable tradition familiale. Il fut secrétaire général de la Grande Encyclopédie. 

#### Carrière politique
Il fut conseiller municipal de Paris et conseiller général de la Seine de 1894 à 1898, et fut secrétaire de ces deux conseils. Il est député de Paris de 1898 à 1902 et sénateur de Paris de 1920 à 1927.

#### Administrateur et banquier
Berthelot fut administrateur du Touring club de France, du Métropolitain (1902-1919) et de la Banque ottomane (dont il est membre du Comité parisien de 1920 à 1921), et président de la Société parisienne pour l'industrie des chemins de fer et tramways électriques (1901-1937). Il fut en 1906 le promoteur de la Société d'électricité de Paris et de la Société des ateliers électriques de Jeumont. Il fonda la Compagnie de navigation Sud-Atlantique (1910) et la Banque industrielle de Chine (1911). 
La Banque industrielle de Chine avait d'importantes difficultés à rapatrier les fonds investis en Chine avec la chute du régime impérial chinois et André Berthelot demanda de l'aide au Quai d'Orsay. Les capitaux de contribuables et de sociétés françaises ne pouvaient être rapatriés sans l'aide du Quai d'Orsay. Cette aide ne lui fut pas accordée (1923) non seulement car on lui préféra la Banque d'Indochine (pour laquelle Paul Doumer avait des intérêts) mais pour des intérêts politiques (son frère Philippe le soutenait évidemment mais il avait des concurrents au Quai d'Orsay). André Berthelot décida donc de déposer le bilan de la Banque industrielle de Chine et mit en place la Banque Franco-Chinoise. 
Lors de la conférence au Sénat qui rendait compte des problèmes qu'il avait dû affronter, il reçut un vaste soutien pour ses capacités à gérer cette crise difficile. La presse de l'extrême droite des ligues (et particulièrement l'Action française) qui s'était longtemps attaquée à son père pour ses opinions progressistes tenta de déstabiliser André Berthelot avec insuccès. Sa capacité à gérer cette crise fut saluée par de nombreux intellectuels de l'époque.

## Sources
- « André Berthelot », dans le Dictionnaire des parlementaires français (1889-1940), sous la direction de Jean Jolly, PUF, 1960 [détail de l’édition]
- Jules Toutain, « André Berthelot (1862-1938) », dans École pratique des hautes études (section des sciences religieuses), Annuaire 1938-1939, 1939 (lire en ligne), p. 43-44
- André Berthelot, L'Afrique Saharienne et Soudanaise, Payot, 1930
- André Berthelot, L'Asie Ancienne, Bibliothèque Géographique,  Payot, 1930